# Anawma-Pagode

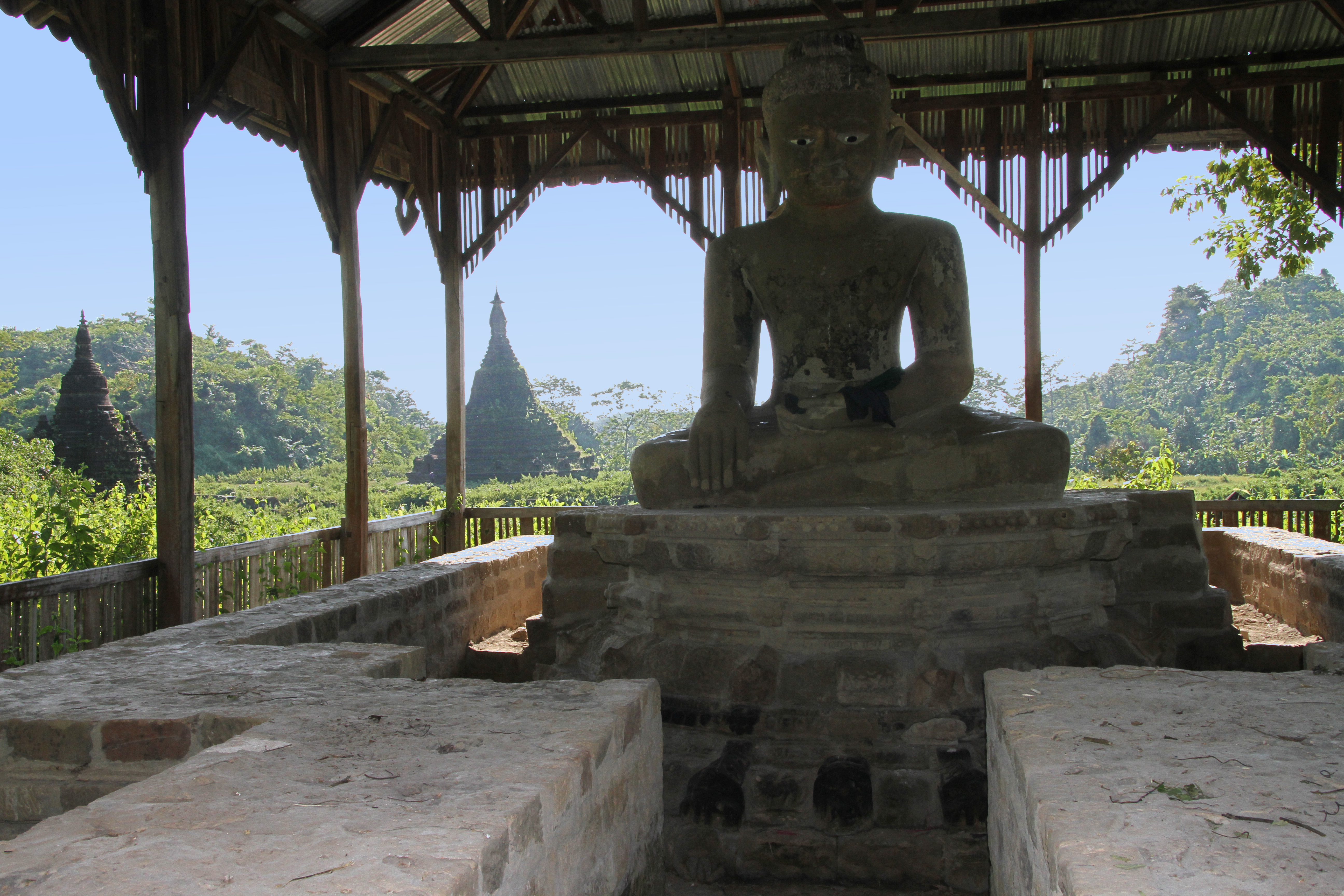
Anawma-Buddha

Die Anawma-Pagode war ein buddhistischer Stupa in Mrauk U, Myanmar. Sie wurde 1501 erbaut von Prinzessin Anowzaw, der Tochter von König Salingathu.

## Beschreibung
Nur ein etwa 3 m hoher, auf einem Altar sitzender Buddha aus Stein ist erhalten. Bemerkenswert sind die Plastiken am Fuß des Altars; sie stellen Szenen aus den Jatakas dar.

## Galerie

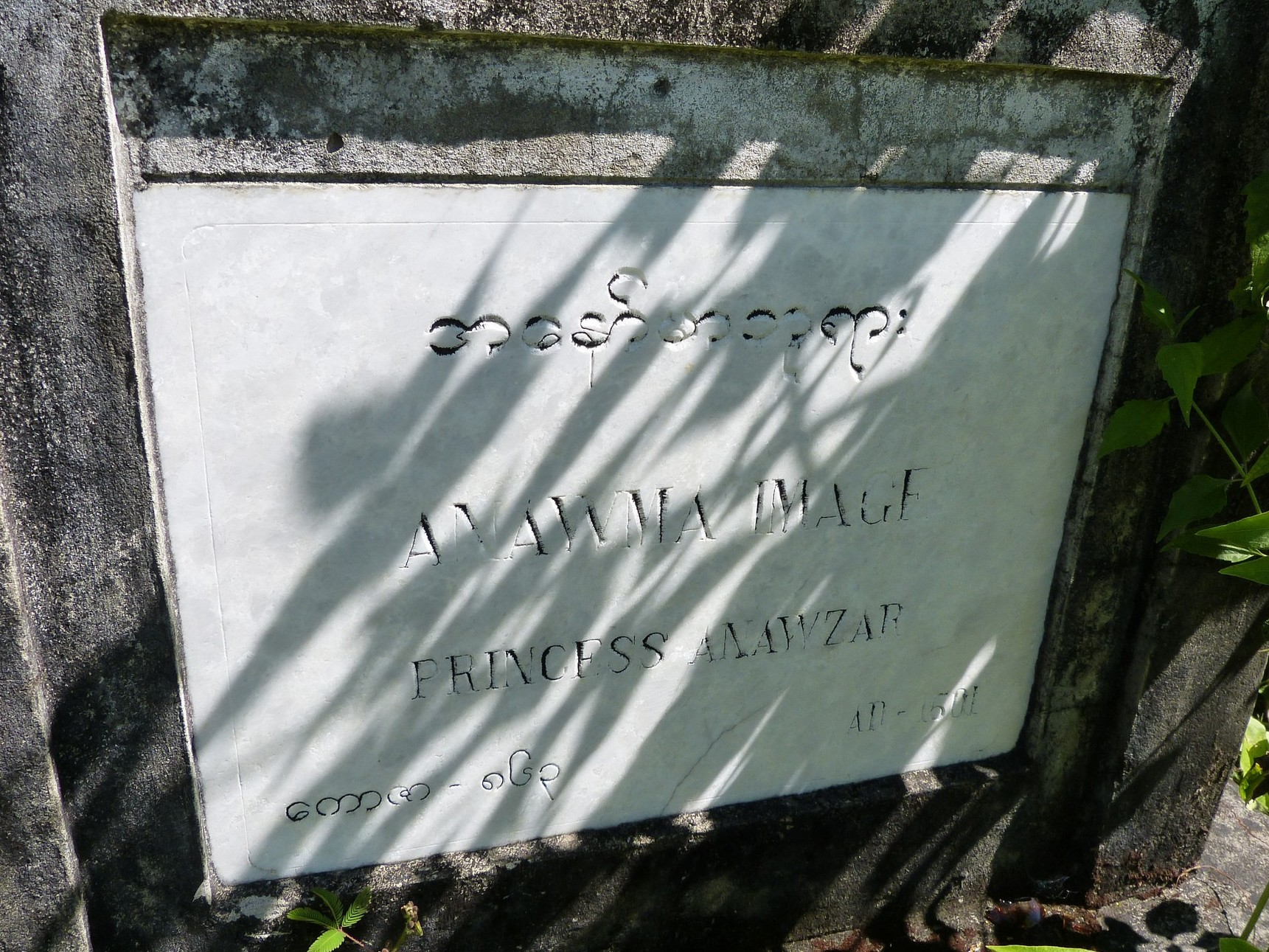
Dokumentation
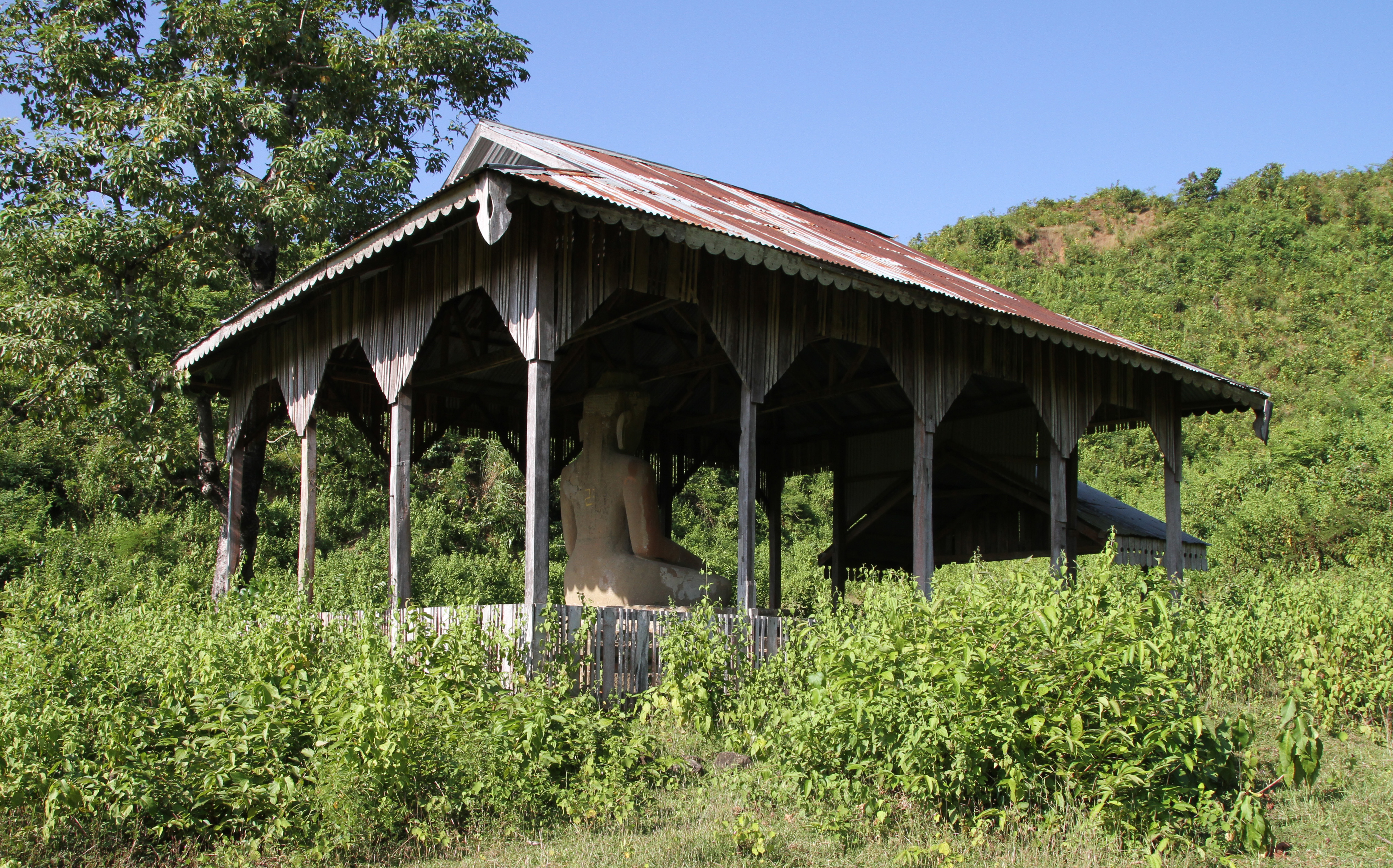
Unterstand
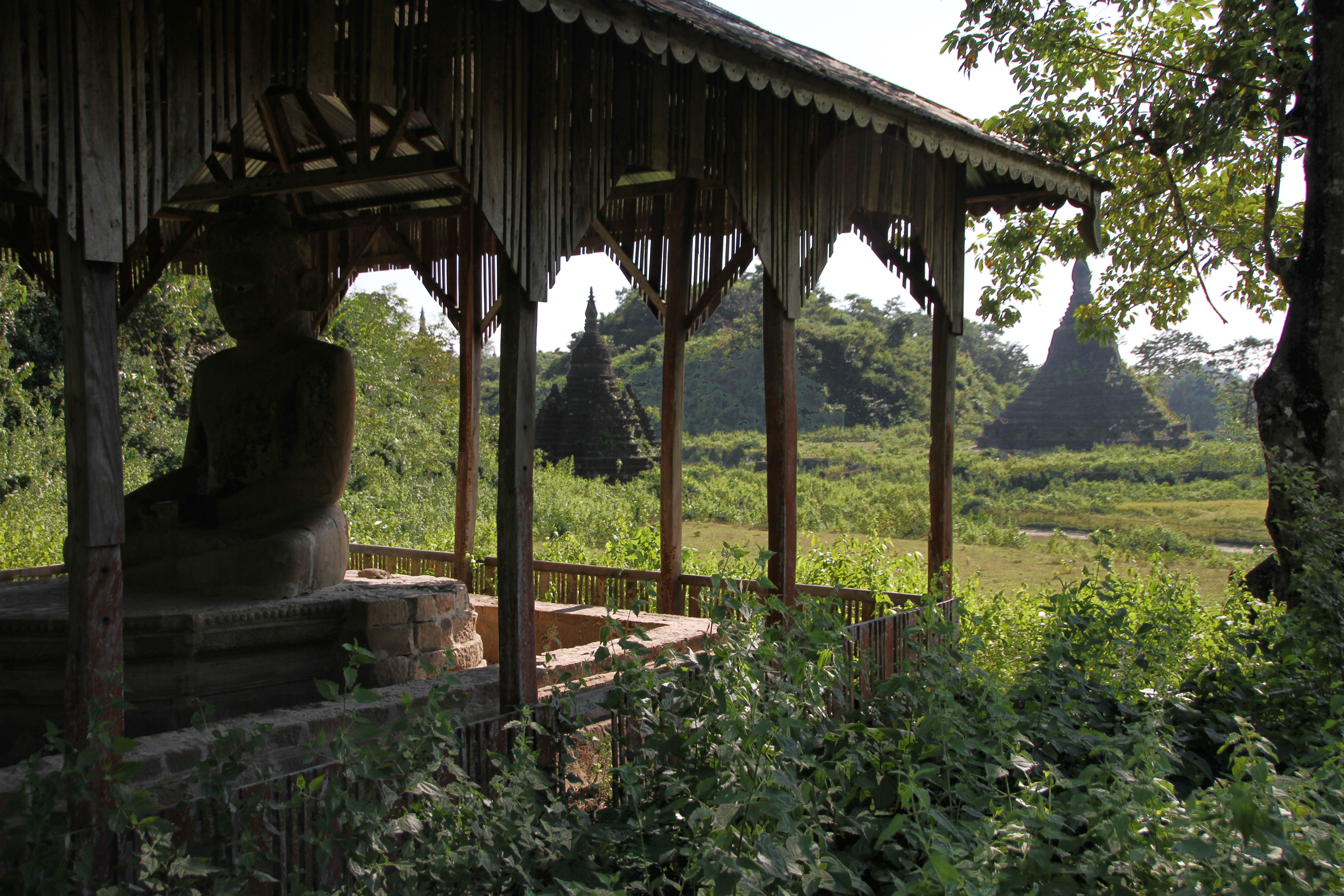
Umgebung
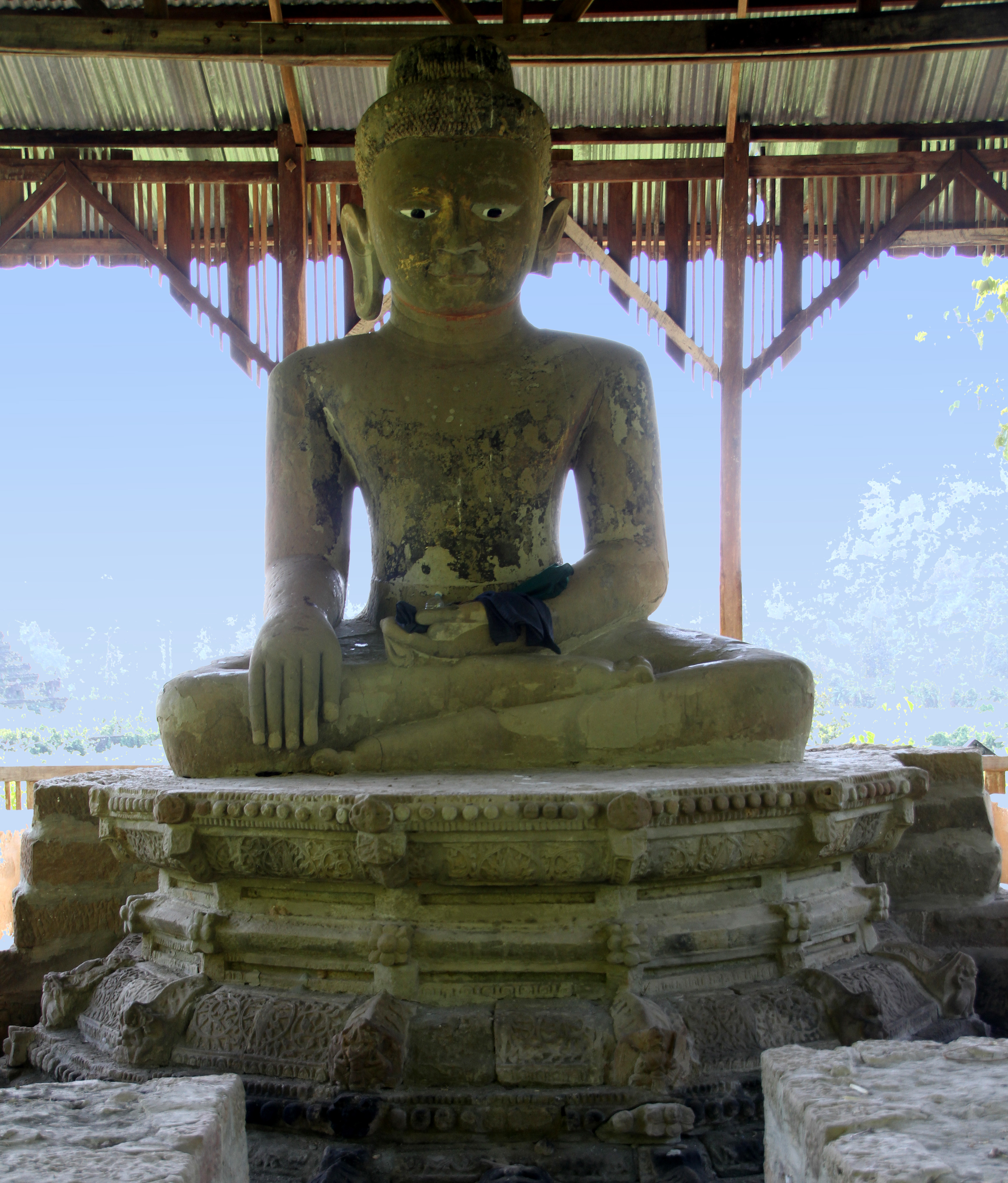
Buddha-Bildnis
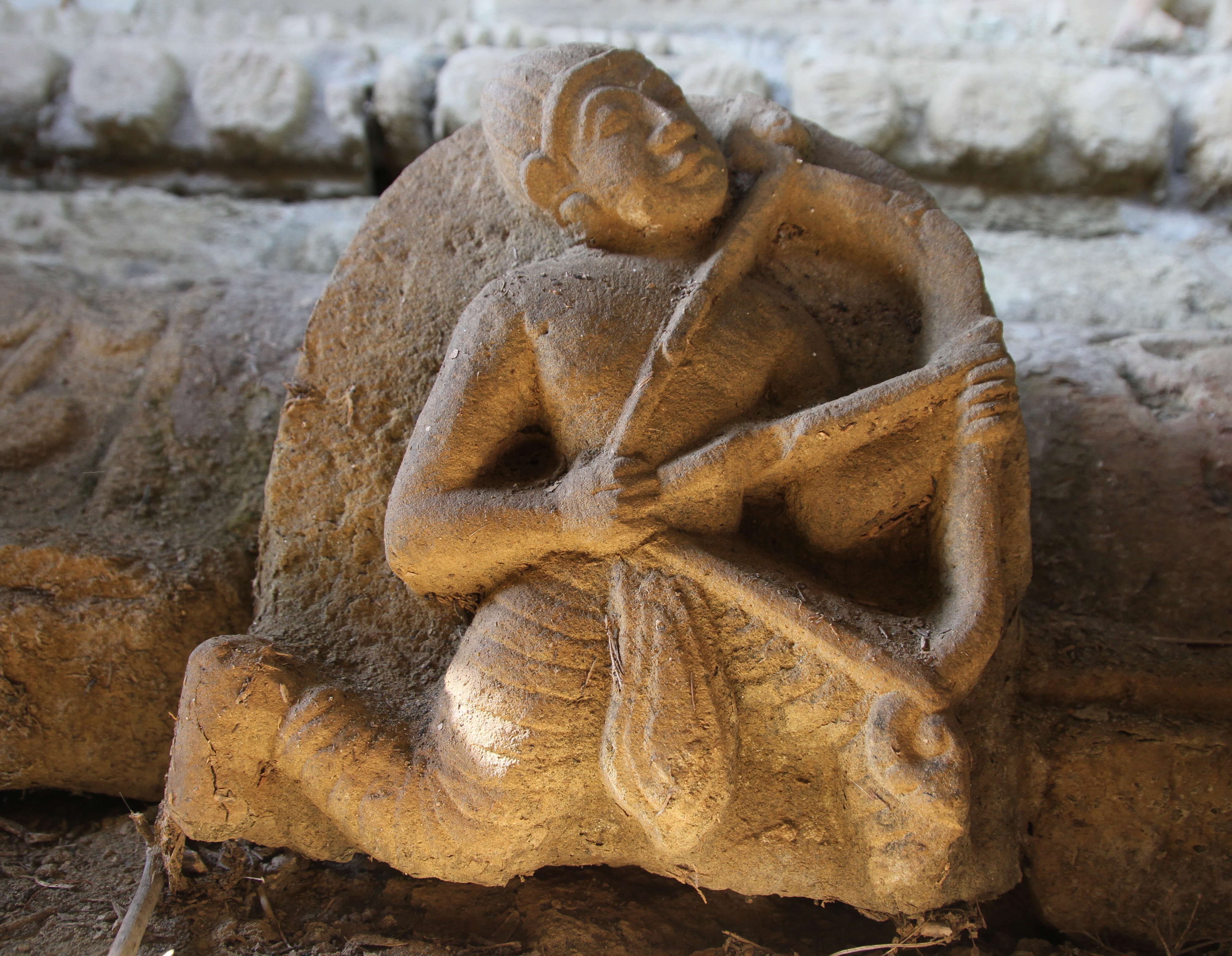
Jataka-Szene